# Gnaoua
Pour les articles homonymes, voir Gnaoua (homonymie).
 (juillet 2016).
Si vous disposez d'ouvrages ou d'articles de référence ou si vous connaissez des sites web de qualité traitant du thème abordé ici, merci de compléter l'article en donnant les références utiles à sa vérifiabilité et en les liant à la section « Notes et références ».

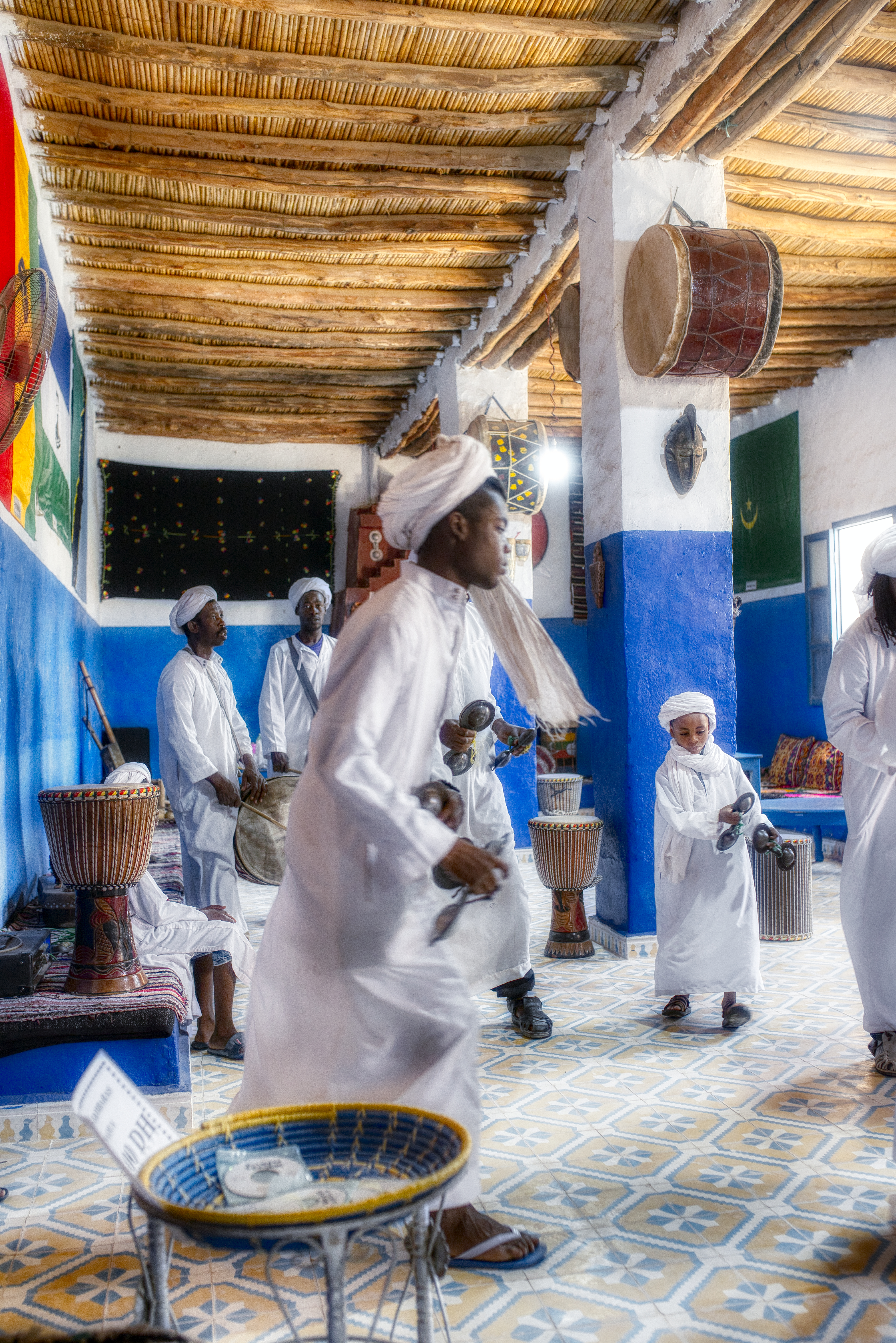
Gnaouas du Maroc.

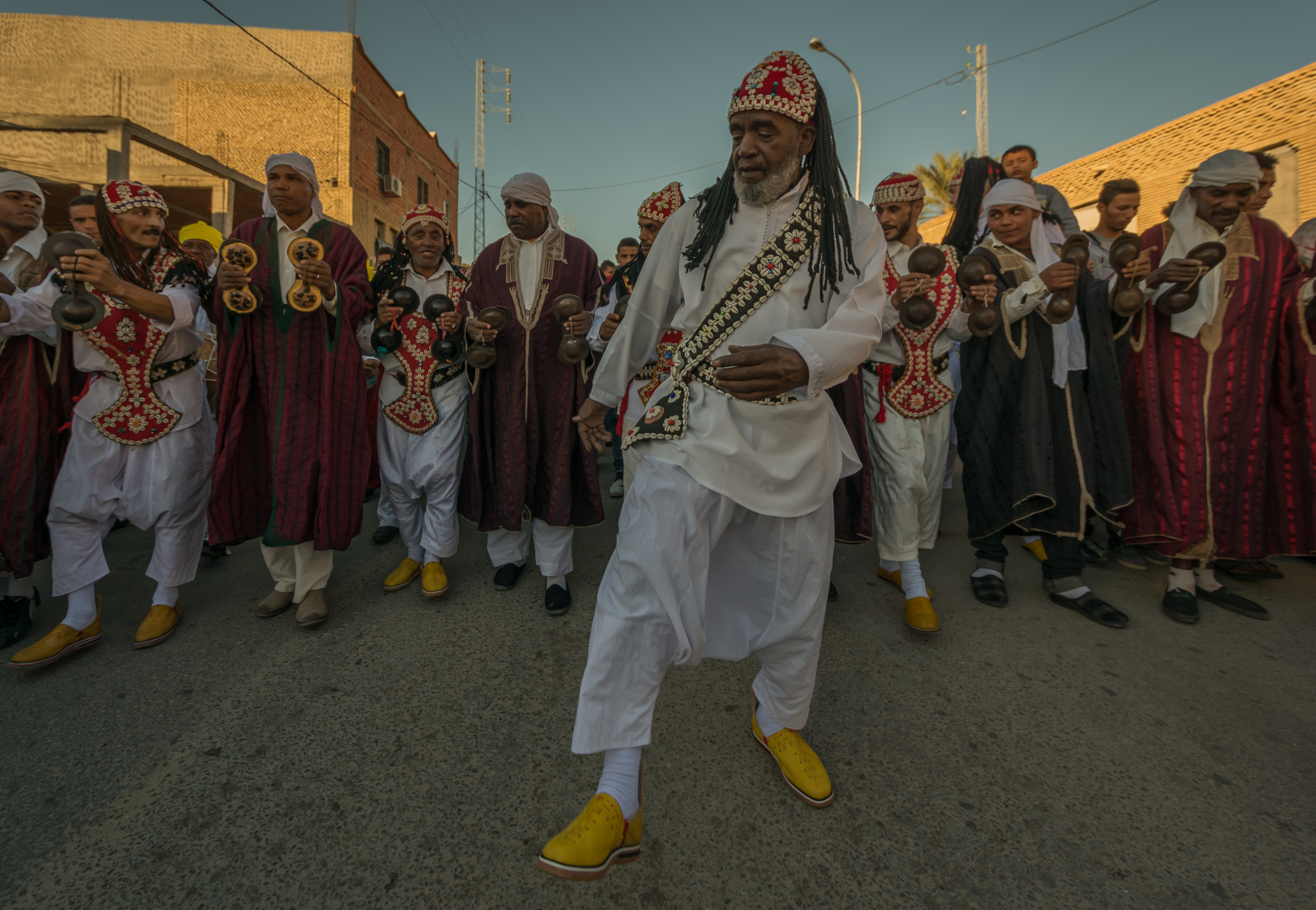
Gnaouas de Tunisie et du Maroc lors d'un festival de musique soufie à Nefta en 2016.

Le Gnaoua (sing. Gnaoui, transcrit aussi sous l'orthographe Gnaua, Gnawa, Guenaua, etc.), désigne à la fois un style musical du Maghreb et les membres d'origine d'Afrique subsaharienne, principalement des descendants d'esclaves, rassemblés au Maghreb dans des confréries musulmanes mystiques dans lesquelles la transe et les rites de possession jouent un rôle très important.
Les Gnaouas font partie du groupe ethnique des Haratin. Ils trouvent leur place dans un espace à la croisée des peuples berbères[Quoi ?] dont les Touaregs[réf. nécessaire], des peuples d'Afrique subsaharienne, de ceux de l'Islam, de leurs traditions religieuses (confréries, transes) et musicales et de leurs instruments.
La musique Gnaoua a été inscrite en 2019 sur la Liste représentative du patrimoine culturel immatériel de l'humanité par l'UNESCO. Cette reconnaissance met en lumière l'importance de la musique Gnaoua, un élément essentiel du patrimoine culturel marocain, particulièrement célébré dans la ville d'Essaouira, où se tient le célèbre Festival Gnaoua. Cet événement attire chaque année des milliers de visiteurs et musiciens du monde entier, renforçant ainsi la portée internationale de cette tradition. Le Maroc, en enregistrant cet art auprès de l'UNESCO, a joué un rôle clé dans la préservation et la promotion de ce riche héritage culturel.

## Origines
La musique et les rituels gnaouas auraient pour origine les cultes d'adorcisme (possession acceptée et cultivée) sahéliens réadaptés par les descendants des esclaves subsahariens au Maroc. Ces pratiques ont dû se métamorphoser et adopter l'Islam comme religion pour survivre. 
Les gnaoua sont, dès la fin du XIXe siècle, identifiés comme une confrérie religieuse populaire dont les pratiques thérapeutiques seraient l'héritage de cultes mystiques subsahariens transmis par des générations de subsahariens musulmans installés au Maroc.
Des rituels s'apparentant aux Gnaoua du Maroc existent aussi en Algérie (diwan ou gnawi algérien), en Tunisie (le stambali) et en Égypte (le zār). Dans l'est de l'Algérie principalement, ils sont appelés stambali, benga, ou bori haoussa. Ils se ressemblent sur certains points (attestant ainsi une origine commune) et divergent sur d'autres points du fait des parcours spécifiques que ces groupes rencontreront dans les sociétés d'accueil au cours des siècles. En Libye, ce genre musical existerait dans le Fezzan sous le nom de stambali également ou de makeli.
Les ressemblances certaines entre les pratiques rituelles des Gnawa et celles des confréries soufies maghrébines prouvent une véritable parenté spirituelle qui exclut la thèse d'un syncrétisme où une religion extérieure se serait simplement accommodée à une religion dominante. Il s'agit de la constitution complexe et progressive d'une communauté et d'une pratique religieuse, sur une longue période, par « strates diverses et par apports semblables ». Il est plus judicieux de parler ici, pour répondre à la question des origines de cette communauté et de ses pratiques, d'une « synthèse », plutôt que d'une forme d'accommodation, de métissage ou de syncrétisme.

## Étymologie
Les travaux sur le culte des saints maghrébins ont tenté d'identifier la provenance de cette communauté et de ses pratiques rituelles en explorant l'origine du mot gnaoua. L'explication fournie par Maurice Delafosse en 1924, est restée pendant longtemps l'unique référence étymologique du mot et fut adoptée par des générations de chercheurs. Selon Delafosse, l'expression berbère akal n ignawen qui signifie « pays des Muets », aurait donné naissance aux mots Guinée et Ghana et par la suite au mot gnaoua par ressemblance phonétique. Le mot berbère Agnaw, ayant donné « gnaoua », signifie « muet ». Ce mot fut utilisé par les populations amazighes marocaines pour désigner les esclaves subsahariens car ces dernières ne parlaient généralement pas la langue berbère. Gnaoua, signifierait donc, par extension, « homme noir » ou « venant du pays des Noirs », c'est-à-dire l'Afrique subsaharienne.
D'autres confréries religieuses apparentées aux gnaouas existent sous des noms différents dans divers pays d'Afrique du Nord.

## Organisation
Les principales et influentes familles des gnaoua, sont désignées par le terme dar, ou zaouiya au Maroc (dar gnaoua de Tanger, ou zaouiya sidna boulal par exemple) et M'hella ou Wali en Algérie (la M'hella des Soudani par exemple).

## Rituels
Les Gnaouas s’articulent autour des maîtres musiciens (maâlmine), des joueurs d’instruments (luth à trois cordes guembri, crotales de fer qarqabu, tambour tbal), des voyantes-thérapeutes (chouwafate), des médiums et des simples adeptes. Ils pratiquent ensemble un rite de possession syncrétique (appelé lila de derdeba).
La M'hella représente le matériel nécessaire au déroulement des rituels. Elle est constituée de karkabous, boulalas (des cravaches pour flagellation), de Tbal (tambours), des tenues multicolores pour les danses, en vert, noir, rouge, blanc, bleu, chaque couleur a sa danse typique, des couteaux traditionnels, des drapeaux en petits fanions, d'une épée pour symboliser l'instauration de la paix, de Errouina (farine de blé), d'une bakhara porte encens B'khor, Chouabid fléchettes, de chapelet sebha, de gourdin bâton de sagesse, de quelque demi-manche à balai, un grand plat en bois (gassaâ), de deux rasoirs, de tapis traditionnel de peau de mouton. Dans ce même contexte la M'hella de Megzawa se compose, quant à elle, de petites clochettes, de chapeaux, de plumes, de trompettes, de petits morceaux de miroirs décoratifs, de cendre et de Daghnou, qui se composent de : lait, de vinaigre, d’amandes et de cacahuètes.

## Musique

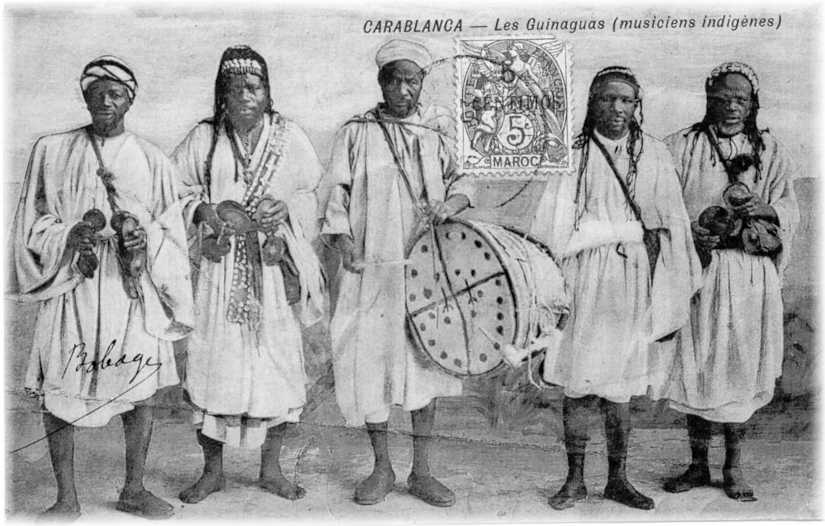
Gnaouas du Maroc en 1920.

On parle de musique « gnaoua » ou de musique « tagnaouite » (appellation berbère). Le mot « Gnaoui » qualifie à la base ce qui vient du Ghana et de Guinée.
Avec le tourisme important et les échanges artistiques entre le Maroc et l'Occident, la musique gnaoua s'internationalise grâce à des influences extérieures au Maghreb tels que Jimmy Page et Robert Plant (du groupe Led Zeppelin), Bill Laswell, Adam Rudolph, et Randy Weston, qui font souvent appel à des musiciens gnawas dans leurs compositions.
Les rituels gnaouas portent une part de mystère et les entrées aux soirées thérapeutiques sont confidentielles. Au Maroc, le premier enregistrement de musique gnaoua sera réalisé sur cassettes audio en 1975.
Cette musique Gnaoua enrichit les autres styles de musiques au Maghreb et dans le monde (fusion Jazz-gnawa, blues-gnawa, reggae-gnawa, etc.).
Au Maroc, les Gnaoua, descendants d'anciens esclaves noirs d'Afrique subsaharienne (Mali, Soudan, …), pratiquent autour de maîtres musiciens, d'instrumentalistes (graqeb), de voyantes (chouaafa, rarifa), de mediums et d'adeptes. Leur instrument principal est un luth-tambour à trois cordes : le goumbri (ou hajhouj). Sur des rythmes et sonorités entêtantes, des transes ont lieu pendant des heures. Les femmes exécutent la guedra (danse étrange du sud) de manière convulsive. La guedra est aussi le nom du tambour qui accompagne la danse. Les femmes s'écroulent sur le dernier battement de musique, le corps secoué de spasmes. Pendant la danse, les hommes sautent très haut et semblent marcher sur des braises lorsqu'ils sont sur le sol. Les gnawa ont ainsi créé un genre musical mystico-religieux original, en répétant en litanie des invocations diverses.
En France par exemple, elle est produite essentiellement par des artistes algériens (comme Gnawa Diffusion ou l'Orchestre national de Barbès partis des grands centres Paris, Lyon, Marseille et se produisant sur les scènes françaises). Ainsi de grands standards de la musique Gnaoua comme Allah Allah Moulana se retrouvent dans de nombreuses compositions.
L'étude comparée des structures des compositions musicales des Gnaouas et des musiques du Golfe de Guinée montre des similitudes intéressantes. Au niveau rythmique, certaines compositions Gnaouas sont polyrythmiques binaire et ternaire (rythmes ternaires superposés sur une structure binaire de fond), et on retrouve la même structure dans les musiques du golfe de Guinée. Les compositions d'Ali Farka Touré, notamment le titre Sega dans l'album Talking Timbuktu, en donnent un bel exemple. C'est là un indice de plus, sinon de l'origine « guinéenne » des Gnaoua, du moins de la fécondation réciproque des cultures entre les deux rives du Sahara. Cette part africaine de la culture des pays du Maghreb est progressivement retrouvée par les sociétés maghrébines.
Pour des raisons d'opportunité financière, ces Gnaoua du Maroc (qui ne sont pas tous des mâalems c'est-à-dire des maîtres musiciens ou de cérémonie) sortiront du rituel pour présenter leur musique à un public marocain plus large, s'inspirant en partie des troupes d'acrobates (auxquelles les Marocains prêtent des pouvoirs) que l'on peut voir en particulier place Jemmaa el Fna de Marrakech ou dans les Moussem (pèlerinages auprès des marabouts). Ils vont aussi développer et inventer des acrobaties (qui ne font pas partie du rituel) et enrichir leur tenue vestimentaire (habits chatoyants et coiffe avec un long pompon sur lesquels sont cousus des cauris).
Grâce en particulier au Festival de Musique Gnaoua d'Essaouira la notoriété musicale de la musique gnaoua (voir musique marocaine) sort de l'ombre. L'équivalent algérien (la musique Diwane dite Gnawa d'Algérie) connaît un regain d'intérêt certain (voir musique algérienne).

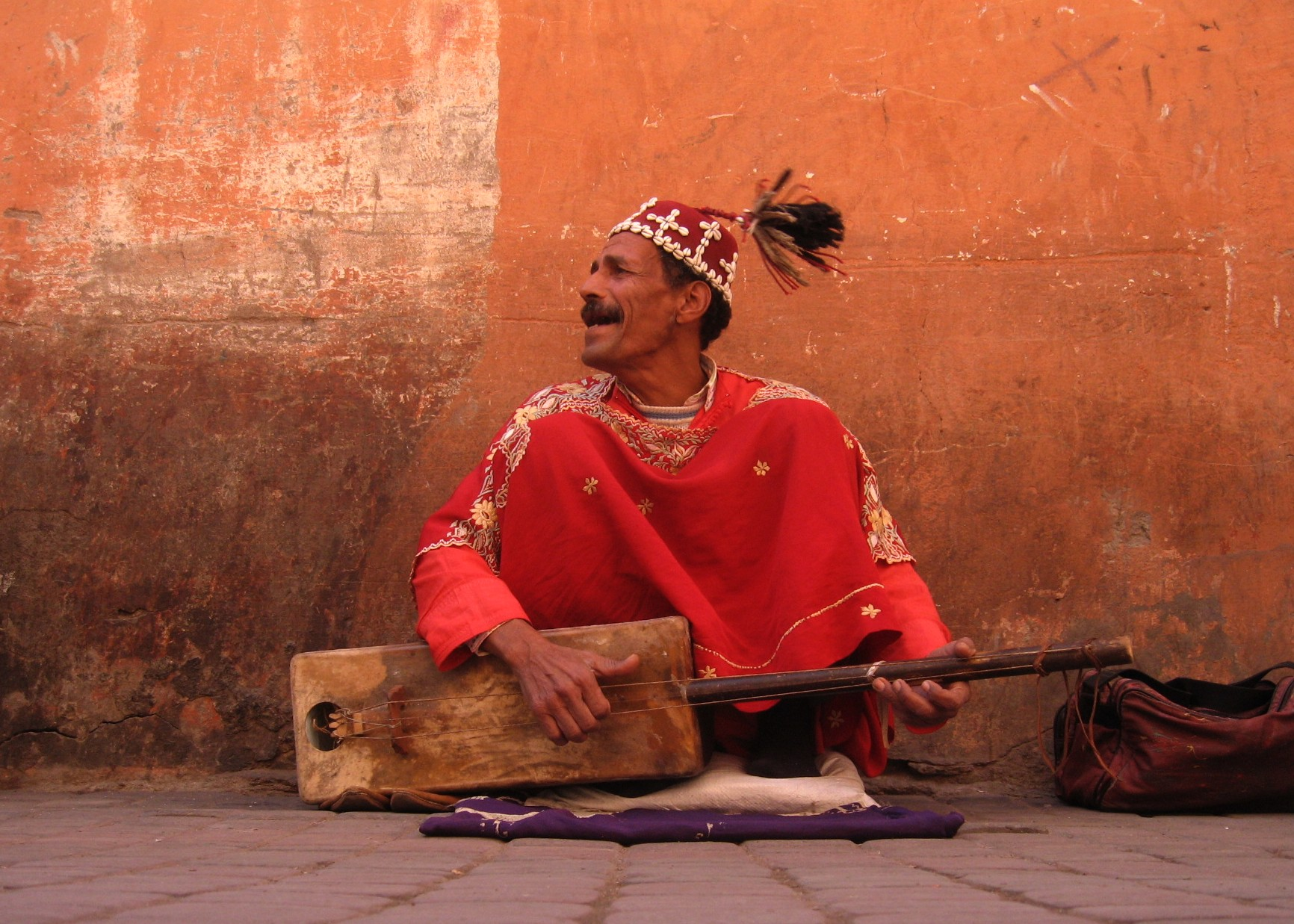
Gnaoui de Marrakech (au goumbri).

Dans l'Est de l'Algérie et en Tunisie, cet art Stambali et Benga semble bien porté par la population alors qu'en Égypte, la musique Zar semble mourir. Il semble qu'il existe aussi en Libye une tradition proche du Stambali tunisien et du Zar égyptien. Le mot « Stambali » provient toutefois du nom de la ville d'Istanbul, et existe également comme nom de famille.
Les puristes marocains du genre musical craignent une dénaturation du style due à des objectifs commerciaux excessifs, d'autres applaudissent cet intérêt des artistes internationaux pour ce genre musical qui sort des frontières du Maghreb, offrant ainsi aux artistes gnaouas une notoriété et une reconnaissance internationale ainsi que de meilleures perspectives financières.
Les instruments typiques sont le goumbri (ou guembri, luth rectangulaire ou naviforme monoxyle à 3 cordes) donnant la tonalité et le rythme, les qraqeb (castagnettes en métal) et le tambour.
Le rythme des qraqeb, une dans chaque main, est caractéristique et transcrit une démarche chaloupée pouvant évoquer une marche lente d'un animal de bât dans les morceaux lents ou au contraire une certaine allégresse dans les morceaux rapides. Cette démarche chaloupée, ces polyrythmies binaire et ternaire peuvent se retrouver dans d'autres musiques du monde (Saya et autres au Pérou) où des notes se font attendre, créant un effet évoquant la lassitude et la dureté de la vie.
Les rythmes peuvent être plus ou moins lents se prêtant davantage à la transe, le côté hypnotique se traduisant parfois aussi par la longueur de certains morceaux, ou rapides et festifs.

## Patrimoine culturel immatériel de l'UNESCO
À la demande du Maroc, le gnaoua est inscrit sur la liste représentative du patrimoine culturel immatériel de l'humanité en décembre 2019.

## Mkadam ou Mâalem,maison et troupes gnaouas
Les principaux chanteurs gnawas sont :
- Nass El Ghiwane (composé au départ de cinq musiciens : Laarbi Batma, Omar Sayed, Boujmîa Hagour, Allal Yaâla et Aziz Tahiri, qui sera remplacé en 1974 par Abderhmane Kirouche, dit Paco
- Mâalem Abderrahman Paco (Essaouira)

- Mâalem Mâalem Mahmoud Guinia (Essaouira)
- Mâalem Maâlem Abdelkader
- Mâalem Mâalem Abdellah Boulkhair El Gourd

- Mâalem Omar Hayat (Essaouira)
- Mâalem Abdeslam Alikane (Essaouira)
- Mâalem Allal Soudani (Essaouira)
- Mâalem Cherif Regragui (Essaouira)
- Mâalem Mokhtar Gania (Essaouira)
- Mâalem Said Boulhimas (Essaouira)
- Mâalem Said El Bourqui (Essaouira)

- Mâalem Abdelkebir Merchane(Marrakech)
- Mâalem Ahmed Bakbou (Marrakech)
- Mâalem Brahim El Balkani (Marrakech)
- Mâalem Maalem Kouyou (Marrakech)
- Mâalem Mahjoub Khalmous (Marrakech)
- Mâalem Si Mohammed Ould Lebbat (Marrakech)

- Mâalem Tariq Ait Hmitti (Marrakech)

- Mâalem Abdelkader Benthami (Casablanca)
- Mâalem Hamid El Kasri (Ksar El Kébir)
- Mâalem Mohamed Chaouki (Rabat)
- Mâalem Mohamed Daoui (Meknès)
- Mâalem Ba Blal (Fès)
- Mâalem Hmad wld Ba Blal (Fès)
- Mâalem Aziz wld Ba Blal (Fès)
- Mâalem Issam Baoussi(issam Art)   (Rabat)...Maroc

- Mâalem Abderrahmane Guirouche
- Mâalem Mohamed Ya Ali
- Mâalem Mohamed Amine Canon
- Maallem Issam baoussi (Issam Art)

( Rabat)
- Mâalem Adil Amimi

- Mâalem Badar
- Mâalem Bakbou
- Mâalem Brahim Belkane
- Mâalem El Gadari
- Mâalem Hassan Boussou
- Mâalem Hmida Boussou
- Mâalem Mohamed Kouyou
- Mâalem Omar Hayat
- Mâalem Rabii Harnoune
- Mâalem Sam
- Mâalem Said Oughassal
- Mâalem Majid Bekkas (Salé)
- Mâalem Faraji Ben Barek (Rabat)

## Festivals

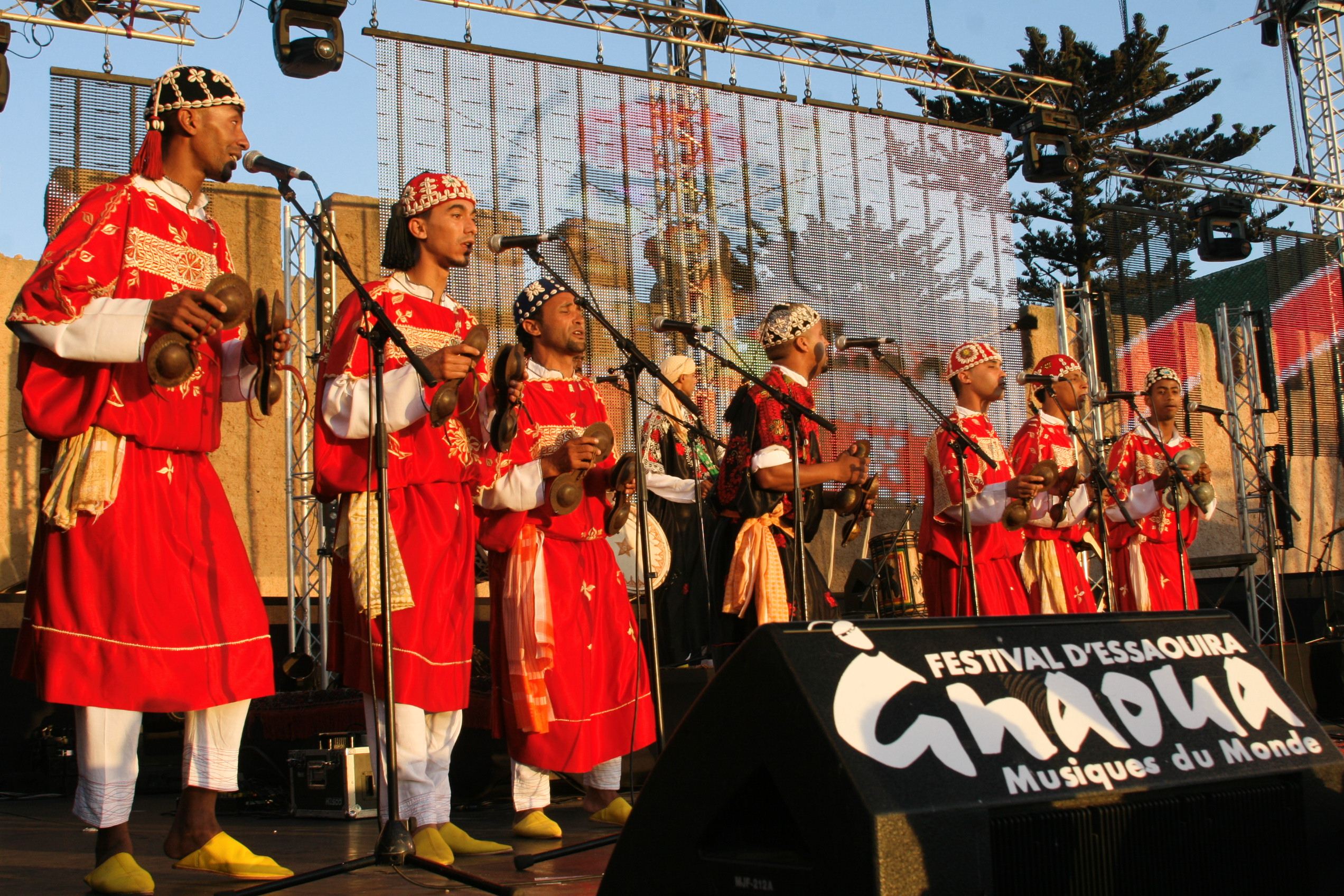
Des chanteurs marocains de Gnaoua participent au Festival Gnaoua à Essaouira.

Les festivals Gnaouas sont principalement composés de concerts, mais aussi dans le cas du Festival des Gnaouas d'Essaouira de processions et de cérémonies plus discrètes. Les principaux festivals sont :
- le festival des Gnaouas d'Essaouira (Maroc) qui a lieu chaque année avant l'été . Il s'agit aujourd'hui d'un festival de musique du monde qui permet de mélanger les genres musicaux, en laissant une place centrale aux rites gnaoui[9].

### Moussem
Festivals pour initiés et occasions pour des rituels et des sacrifices publics ou privés, les principaux moussem liés à la communauté gnaoui au Maroc sont :
- le moussem de Sidi Bilal à Essaouira ;
- le moussem de Sidi Ali Ben Hamdouche à Sidi Ali ;
- le moussem de Sidi Bilal El Habchi à Tanger and
- le moussem de Sidi Brahim ;
- le moussem d'Abdellah Ben Hussain à Tameslohte, qui se poursuit la même journée à Moulay Brahim[10].

## Ganouas dans la peinture

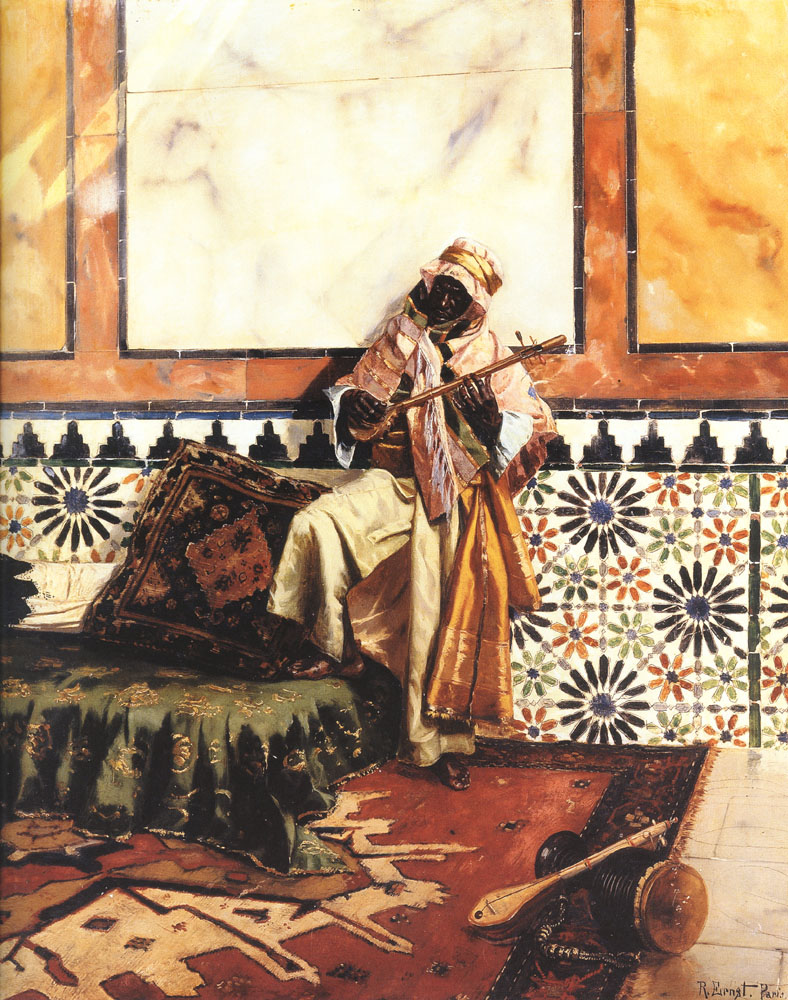
Par Rudolf Ernst.
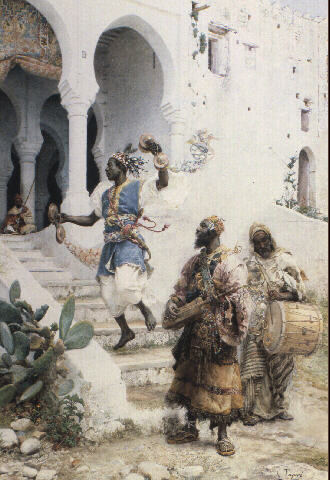
Par Josep Tapiró i Baró.
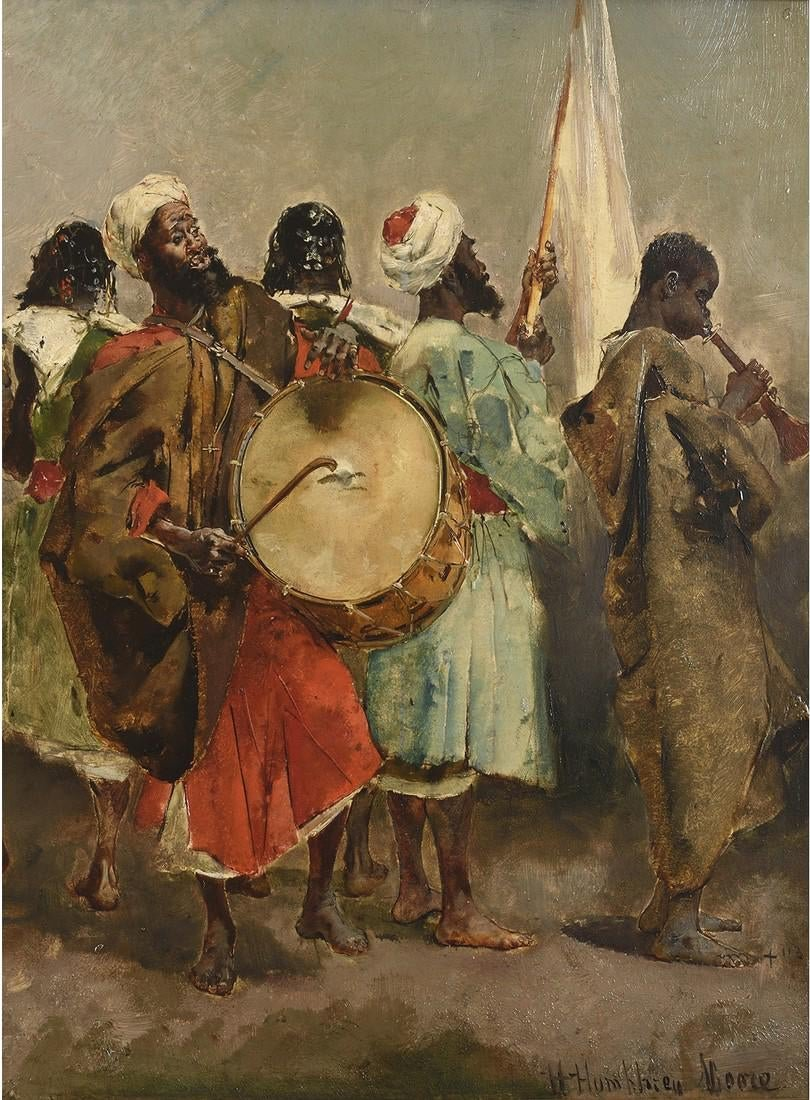
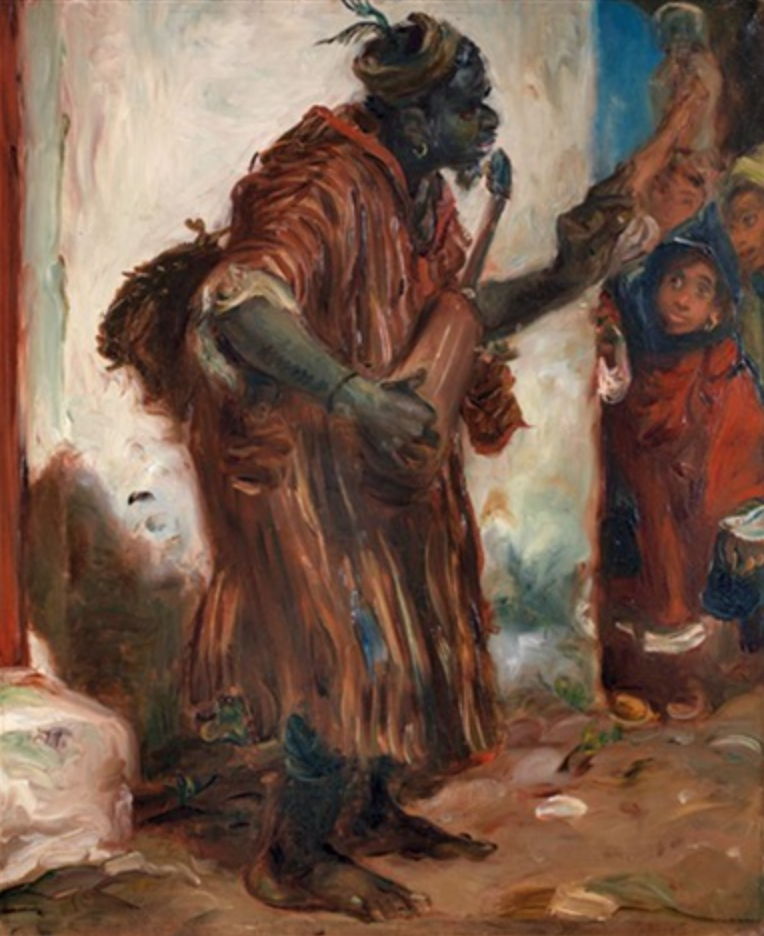
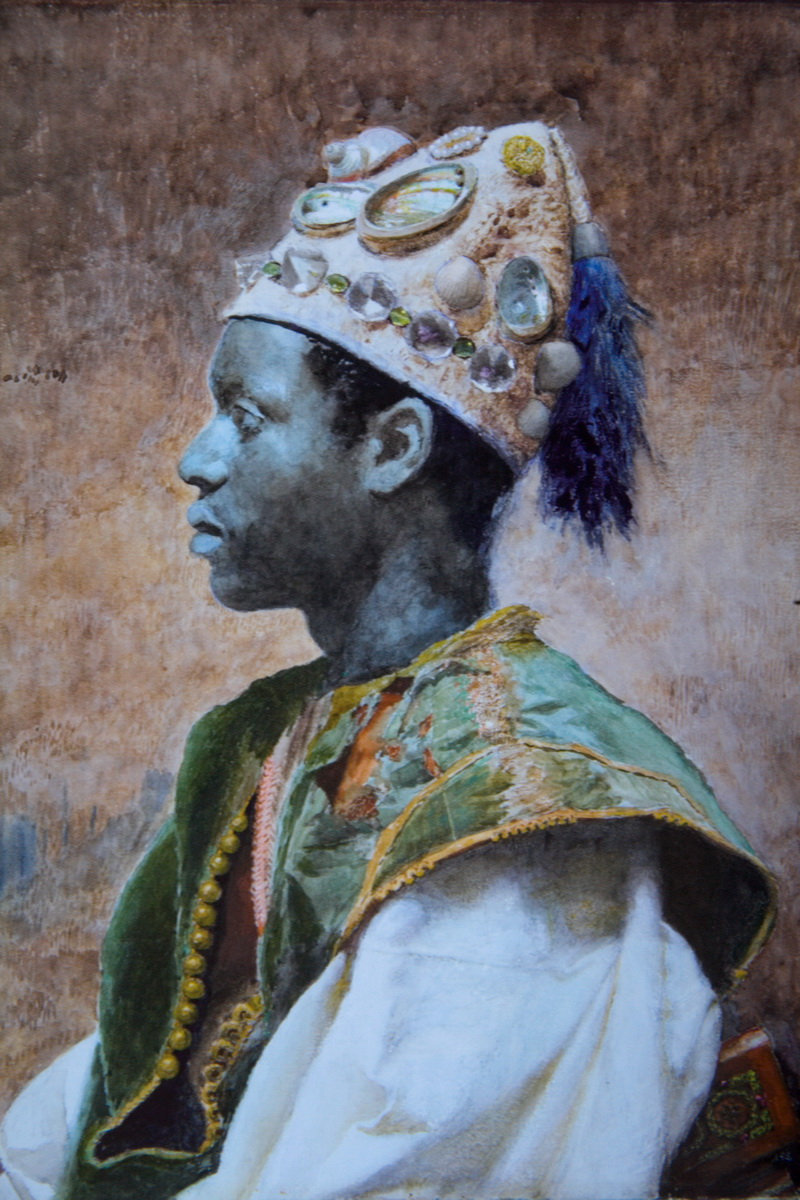
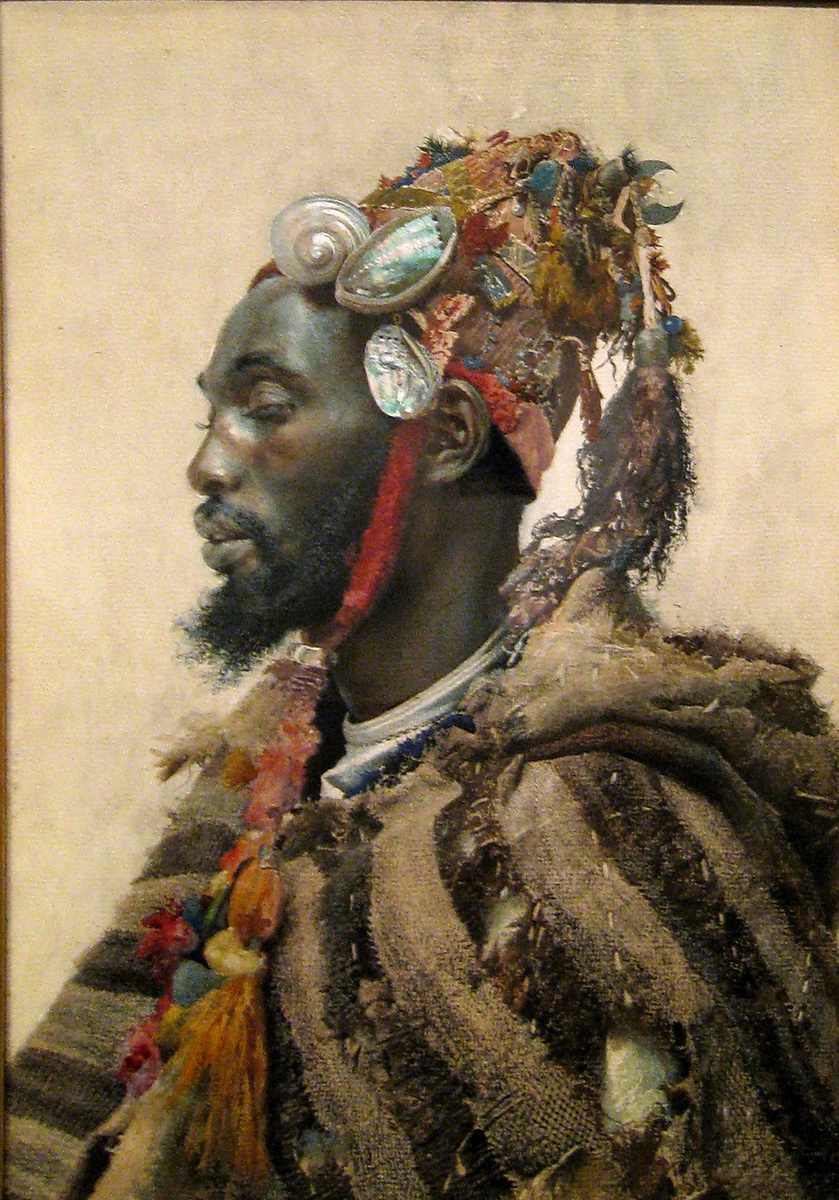
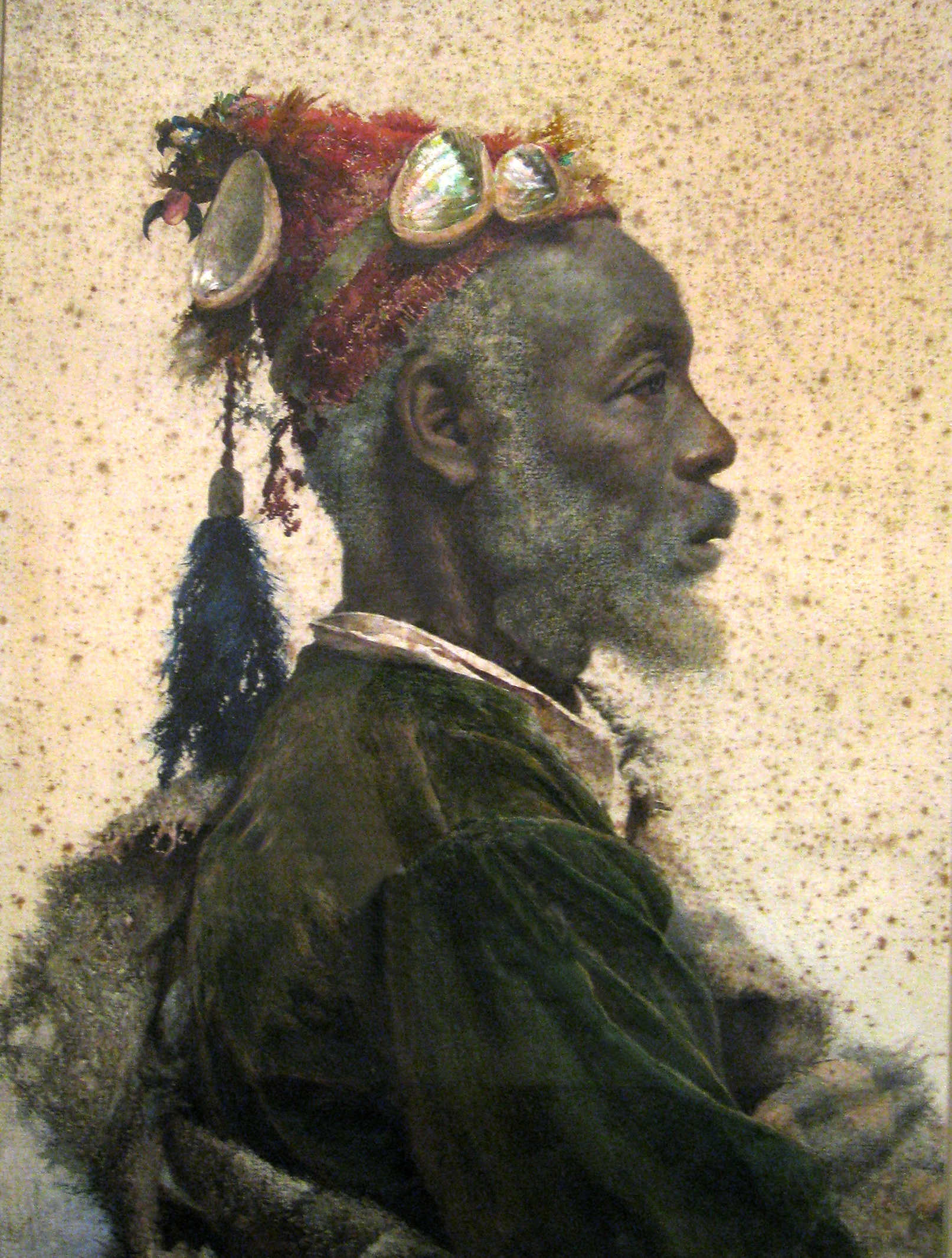
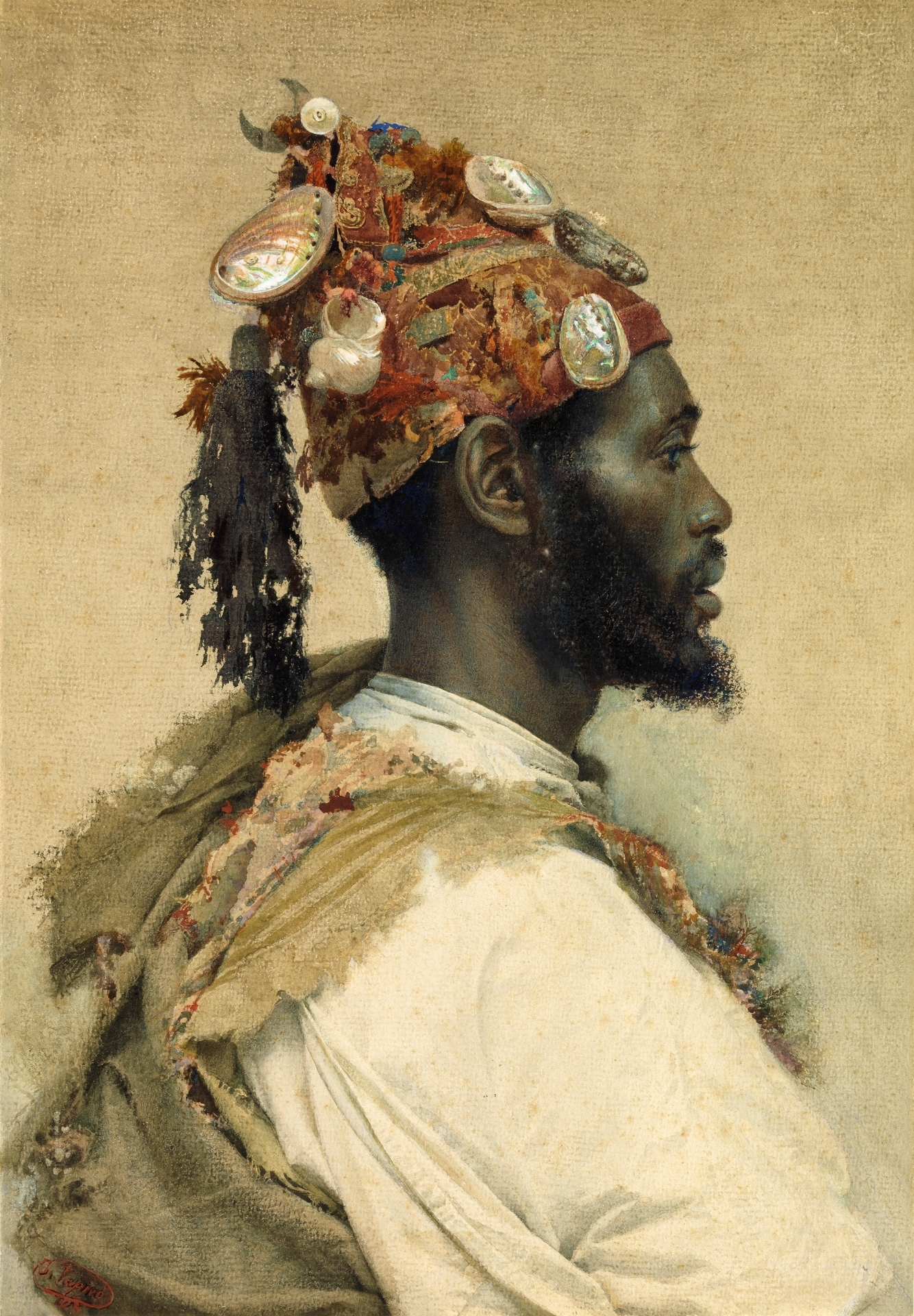